# Giorgio Marussig
Giorgio Marussig (Udine, 1907 – Campagna italiana di Grecia, 4 aprile 1941) è stato un militare italiano, insignito della medaglia d'oro al valor militare alla memoria nel corso della seconda guerra mondiale.

## Biografia
Nacque a Udine nel 1907, figlio di Giovanni e Gemma Zinacevich.
Conseguita la licenza in fisico matematica nella sua città natale ed iscrittosi al Politecnico di Milano, interruppe gli studi universitari per arruolarsi volontario nel Regio Esercito iniziando a frequentare la Scuola allievi ufficiali del Corpo d'armata di Trieste nel 1926. Conseguita, nel giugno 1927, la nomina a sottotenente di complemento dell'arma di artiglieria ed assegnato al 13º Reggimento artiglieria da campagna, si congedò per entrare nella Regia Accademia Militare di Artiglieria e Cavalleria di Torino dalla quale uscì due anni più tardi con la nomina a sottotenente in servizio permanente effettivo. Mentre frequentava la Scuola di applicazione d'arma, una caduta da cavallo lo costrinse a lasciare il servizio attivo ed a dedicarsi all'insegnamento della matematica presso l'Istituto magistrale di Udine. All'atto della dichiarazione di guerra a Francia e Gran Bretagna, il 10 giugno 1940, dopo avere chiesto insistentemente di essere richiamato in servizio nonostante la sua menomazione fisica, fu destinato dapprima al 230º Reggimento artiglieria "Re" in Udine e in seguito, dal dicembre 1940, al 48º Reggimento artiglieria della 48ª Divisione fanteria "Taro", allora dislocato in Albania. Cadde in combattimento a Fush e Qenit il 4 aprile 1941, e fu successivamente insignito della medaglia d'oro al valor militare alla memoria.